# خوسيه هومبيرتو أوجارت
خوسيه هومبيرتو أوجارت (بالإسبانية: José Humberto Ugarte)‏ (2 نوفمبر 1980 في كوستاريكا - ) هو مدرب كرة قدم ولاعب كرة قدم كوستاريكي في مركز الهجوم. شارك مع منتخب كوستاريكا تحت 17 سنة لكرة القدم ومنتخب كوستاريكا تحت 20 سنة لكرة القدم. أما مع النوادي، فقد لعب مع نادي ألاجولينسي وA.D. Municipal Liberia ‏ وA.D. Santacruceña ‏ ونادي هيريديانو.

## وصلات خارجية
- خوسيه هومبيرتو أوجارت على موقع الاتحاد الدولي (مؤرشف)  (الإنجليزية)